# Centaurea pawlowskii
Centaurea pawlowskii — вид квіткових рослин родини айстрових (Asteraceae). Ареал: Північна Македонія, пн.-зх. частина Греції.